# Jerzy Pogocki
Jerzy Pogocki (ur. 8 maja 1932 w Leszczynach) – śląski muzyk, nauczyciel, działacz regionalny, założyciel oraz – w latach 1967–2005 – dyrygent chóru Schola Cantorum.

## Życie i kariera zawodowa
Wykształcenie zdobywał w Liceum Pedagogicznym w Katowicach, Studium Nauczycielskim w Krakowie i Akademii Muzycznej im. Karola Szymanowskiego w Katowicach, gdzie uzyskał tytuł magistra sztuki muzycznej. W 1970 roku ukończył Podyplomowe Studium Pedagogiczne w zakresie zarządzania szkolnictwem na Uniwersytecie Śląskim w Katowicach. Ponadto był uczestnikiem kursów i seminariów chórmistrzowskich w kraju i zagranicą. Pracę zawodową rozpoczynał w Domu Młodzieży w Bielsku-Białej w charakterze nauczyciela - wychowawcy.
W latach 1955–1970 pracował w Zasadniczej Szkole Górniczej KWK "Knurów" w Knurowie w charakterze nauczyciela i kierownika zajęć pozalekcyjnych, gdzie prowadził m.in. 100-osobowy chór męski, z którym przygotował Górnicze widowisko historyczno-obyczajowe Skok przez skórę Włodzimierza Graba z muzyką Józefa Podobińskiego. Równolegle zakładał chóry dziecięce w szkołach podstawowych miasta Knurowa. W 1967 roku powołał do życia Młodzieżowy Chór Mieszany Schola Cantorum, z którym odnosił pasmo wielkich sukcesów w kraju i zagranicą: w Belgii, byłej Jugosławii, RFN, Włoszech, Hiszpanii, Szwajcarii, Francji, Austrii, Grecji, Czechach i Słowacji. W 1987 roku został przyjęty przez Ojca Św. Jana Pawła II w Watykanie z racji odniesionego sukcesu w Arezzo na Międzynarodowym Konkursie Polifonicznym.
W roku 1970 został zatrudniony w Liceum Ogólnokształcącym im. A. Zawadzkiego, później I.J. Paderewskiego w Knurowie w charakterze nauczyciela wychowania muzycznego i chórmistrza.
Poza sukcesami zagranicznymi z chórem "Schola Cantorum", odnosił je przede wszystkim w kraju, jak np. w Ogólnopolskim Turnieju Chórów "Legnica Cantat", Ogólnopolskim Festiwalu Pieśni o Morzu w Wejherowie, Festiwalu Pieśni o Ojczyźnie w Kraśniku Lubelskim, w Międzynarodowym Festiwalu Pieśni Chóralnej w Międzyzdrojach, w Festiwalach Pieśni "Czerwona Lutnia" na Śląsku.
Był wielokrotnym laureatem Ogólnopolskich Konkursów Chórów Szkolnych a cappella i Ogólnopolskich Przeglądów Kameralnych zespołów Muzyki Dawnej w Kaliszu. Prowadził także zakładowe orkiestry dęte KWK "Knurów" i KWK "Szczygłowice" oraz chóry zrzeszone w Polskim Związku Chórów i Orkiestr: "Skowronek" Gierałtowice, "Harmonia" Wilcza i "Dzwon" Orzesze. Dokonania jego pracy artystycznej zostały spopularyzowane na antenie radia, w programach telewizyjnych i nagraniach fonograficznych.
Osiągnięcia Chóru "Schola Cantorum" zostały opisane w 12 pracach magisterskich i licencjackich. Jedna z nich zatytułowana Pasje śpiewacze oraz działalność społeczno-wychowawcza nauczyciela wychowania muzycznego została obroniona w Górnośląskiej Wyższej Szkole Pedagogicznej w Mysłowicach, dotyczyła osoby Jerzego Pogockiego.

## Odznaczenia i wyróżnienia
Jerzy Pogocki otrzymał wraz z chórem wiele nagród i tytułów honorowych m.in. prestiżową nagrodę Laur Knurowa (2004), Międzynarodową Nagrodę im. Stanisława Moniuszki, Nagrodę Ministra Edukacji Narodowej, Kuratora Oświaty i Wychowania, Dyrektora i Naczelnego Redaktora Polskiego Radia SA, starosty gliwickiego i mikołowskiego, prezydentów miast Knurowa, Zabrza i Gliwic. Nominowany był do Nagrody im. Wojciecha Korfantego (2004) i marszałka woj. śląskiego w dziedzinie kultury (2007). Posiada Odznakę Honorową VI stopnia Złota z Brylantem Śląskiego Związku Chórów i Orkiestr.
Został uhonorowany wieloma odznaczeniami państwowymi i ministerialnymi m.in. Krzyżem Kawalerskim Orderu Odrodzenia Polski, Złotym i Srebrnym Krzyżem Zasługi, Medalem Komisji Edukacji Narodowej, Odznaką "Zasłużony Działacz Kultury", Złotą Odznaką Zasłużony dla Województwa Katowickiego, Złoty Medal za Zasługi Dla Śląska.

## Życie prywatne
Jego wielką pasją pozamuzyczną jest turystyka. Ma dwóch synów.